# Alejandro Artunduaga
Alejandro Artunduaga (Pitalito, Colombia, 9 de septiembre de 1997) es un futbolista colombiano. Juega como lateral izquierdo y actualmente milita en el PAE Chania

## Clubes
| Club              | País     | Año         |
| ----------------- | -------- | ----------- |
| Atlético Huila    | Colombia | 2017 - 2018 |
| Deportivo Pereira | Colombia | 2019 - 2020 |
| Águilas Doradas   | Colombia | 2021 - 2022 |
| Once Caldas       | Colombia | 2022 - 2023 |
| Sheriff Tiraspol  | Moldavia | 2023 - 2024 |
| PAE Chania        | Grecia   | 2024 - Act. |

## Palmarés

### Campeonatos nacionales
| Título    | Club              | País     | Año  |
| --------- | ----------------- | -------- | ---- |
| Primera B | Deportivo Pereira | Colombia | 2019 |